# Джунгарский Алатау
Джунга́рский Алата́у, Джетысуйский Алата́у, Семире́ченский Алата́у (каз. Жетісу Алатауы, кит. 准格尔阿拉特, монг. Алаг Уул) — горная цепь, расположенная на границе Жетысуской области Казахстана и Синьцзян-Уйгурского автономного района Китая, между рекой Или и озером Алаколь. Назван по имени близлежащей пустыни. Протяжённость — 450 км, ширина от 50 до 90 км, высота до 4622 м (пик Семёнова-Тян-Шанского). В горную систему входят хребты Каратау, Токсанбай, Баскантау, Беджинтау, Кояндытау, Алтынэмель и другие.

## Этимология
Название горной цепи Джунгарский Алатау образуется из слов: Джунгария — историческая область в Центральной Азии и алатау — имеет тюркское происхождение со значением «пёстрые горы» либо «горы с вечно снежным покровом».

## Описание

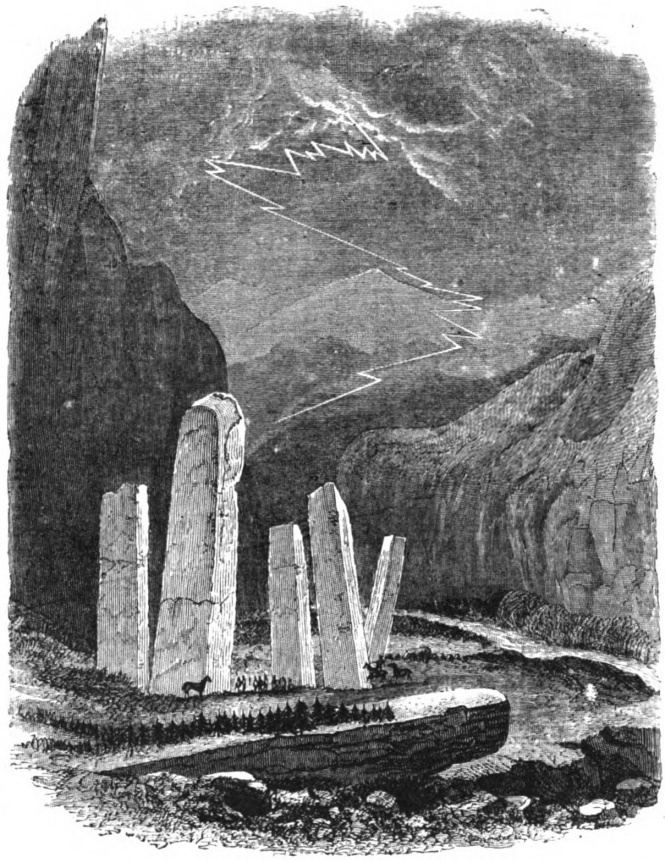
Мегалиты «могилы демонов». Ущелье и долина в верховьях реки Кора в горах Джунгарского Алатау 1863 (ныне Восточный Казахстан)

В восточной части гор находятся Джунгарские ворота — проход, который в течение многих веков использовался для вторжения в Среднюю Азию. Ветры, дующие через Джунгарские ворота, входят в число самых мощных ветров на территории СНГ. Сайкан — в переводе с китайского «властелин лугов», или, согласно другому переводу, «кровавый ветер», ветер-разрушитель, дует со стороны Казахстана в Китай, и Эби — дует со стороны озера Эби-Нур с территории Китая в Казахстан.
На северном хребте центрального склона находится ущелье Малый Баскан.

Исследование в доисторическом и историческом поселении Мукри (Mukri) в предгорьях Джунгарских гор Восточного Казахстана оспаривает представление о том, что поселения скотоводов того времени существовали в изолированной среде. Находки из Мукри (в том числе импортированные из далёких регионов) предлагают, рассматривать его как стратегически расположенный узел в динамическом контексте скотоводческой деятельности. ДНК овец и коз из поселения Дали (Dali) эпохи бронзы (2700 лет до нашей эры) показало, что они имеют ближневосточное происхождение. Чтобы кормить их зимой местные скотоводы выращивали в Дали, Тасбасе (Tasbas) и Бегаше (Begash) одомашненное в Китае просо, а значит скотоводство распространялось во Внутреннюю Азию через Внутренний азиатский горный коридор (IAMC) ещё до притока людей с западно-степным происхождением (ямная или афанасьевская культура).

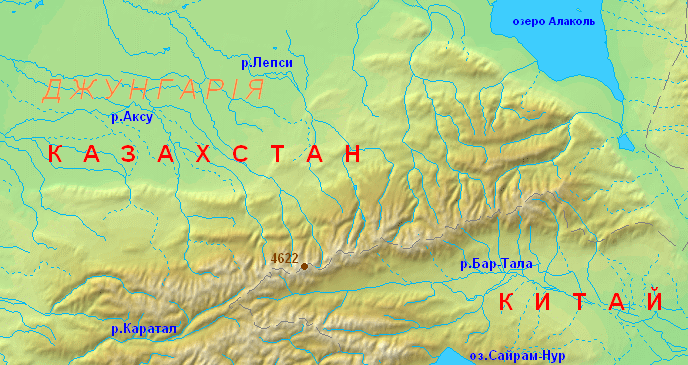
Географическая карта Джунгарского Алатау

Как любой другой горный район, Джунгарский Алатау изобилует широко разветвлённой речной сетью — Лепсы, Тентек, Аксу, Каратал, Кора и многочисленными озёрами. В 15 км от села Лепси на высоте 1635 м над уровнем моря находится живописное озеро Жасылколь. Самый протяжённый ледник хребта — ледник Абая (около 10 км), наиболее типичный — Ледник Берга.

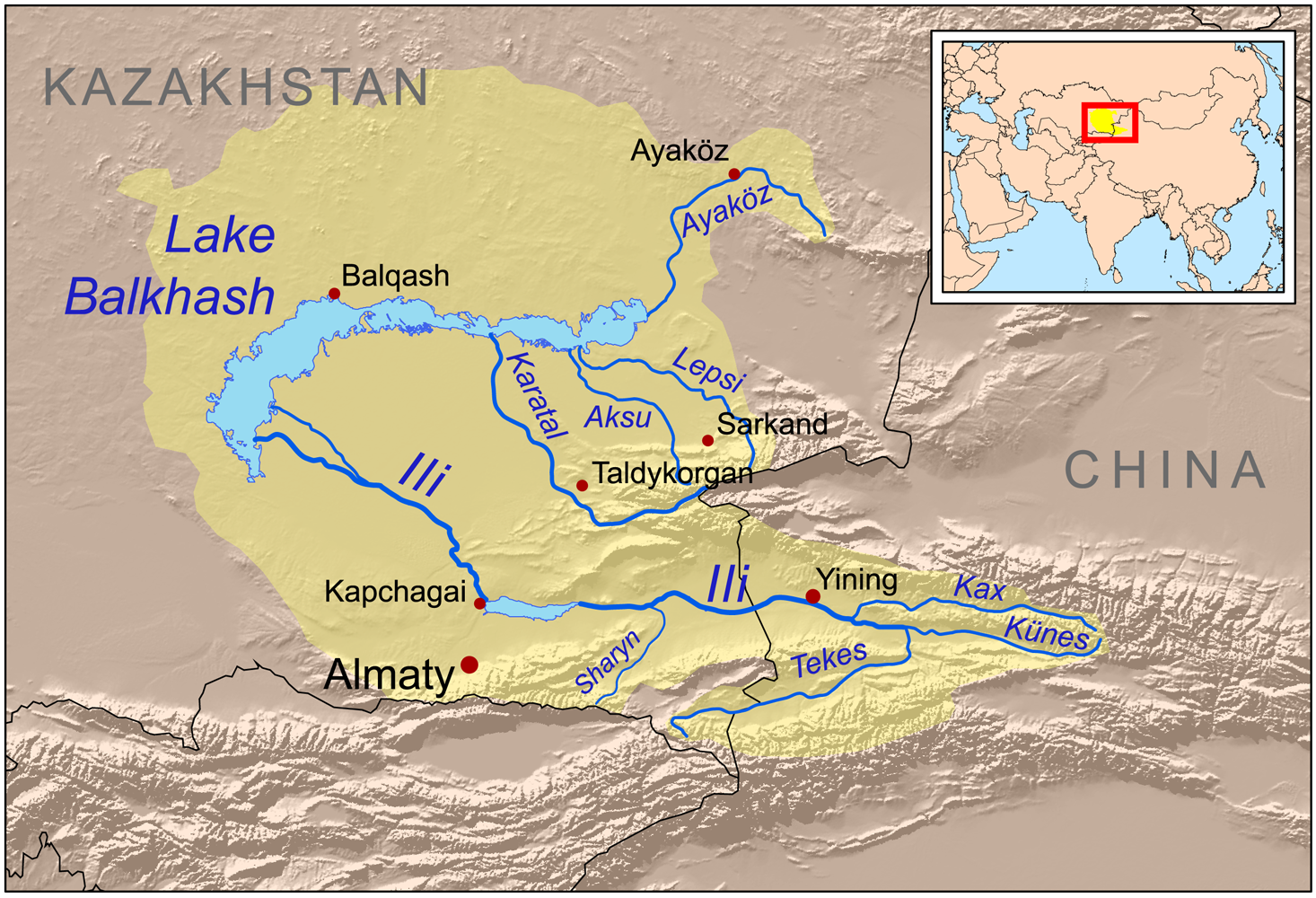
Балхашский водохозяйственный бассейн